# Weihersberg (Leinburg)
Weihersberg ist ein Gemeindeteil der Gemeinde Leinburg im Landkreis Nürnberger Land (Mittelfranken, Bayern). Weihersberg liegt in der Gemarkung Unterhaidelbach.

## Lage
Das Dorf liegt am Südhang des Reuther Bergs (538,9 m ü. NHN). Es entspringt dort der Behlengraben, ein rechter Zufluss des Haidelbachs. Eine Gemeindeverbindungsstraße führt nach Unterhaidelbach (1,5 km südlich) bzw. zum Moritzberg (1,3 km nordwestlich).

## Geschichte
Mit dem Gemeindeedikt (frühes 19. Jahrhundert) wurde Weihersberg dem Steuerdistrikt Entenberg und der Ruralgemeinde Unterhaidelbach zugewiesen. Im Zuge der Gebietsreform in Bayern wurde Weihersberg am 1. Juli 1971 nach Leinburg eingemeindet.

## Baudenkmäler
- Haus Nr. 1: Wohnstallhaus
- Haus Nr. 2: Wohnstallhaus
- Haus Nr. 3: Bauernhof